# Felix (konsul 428)

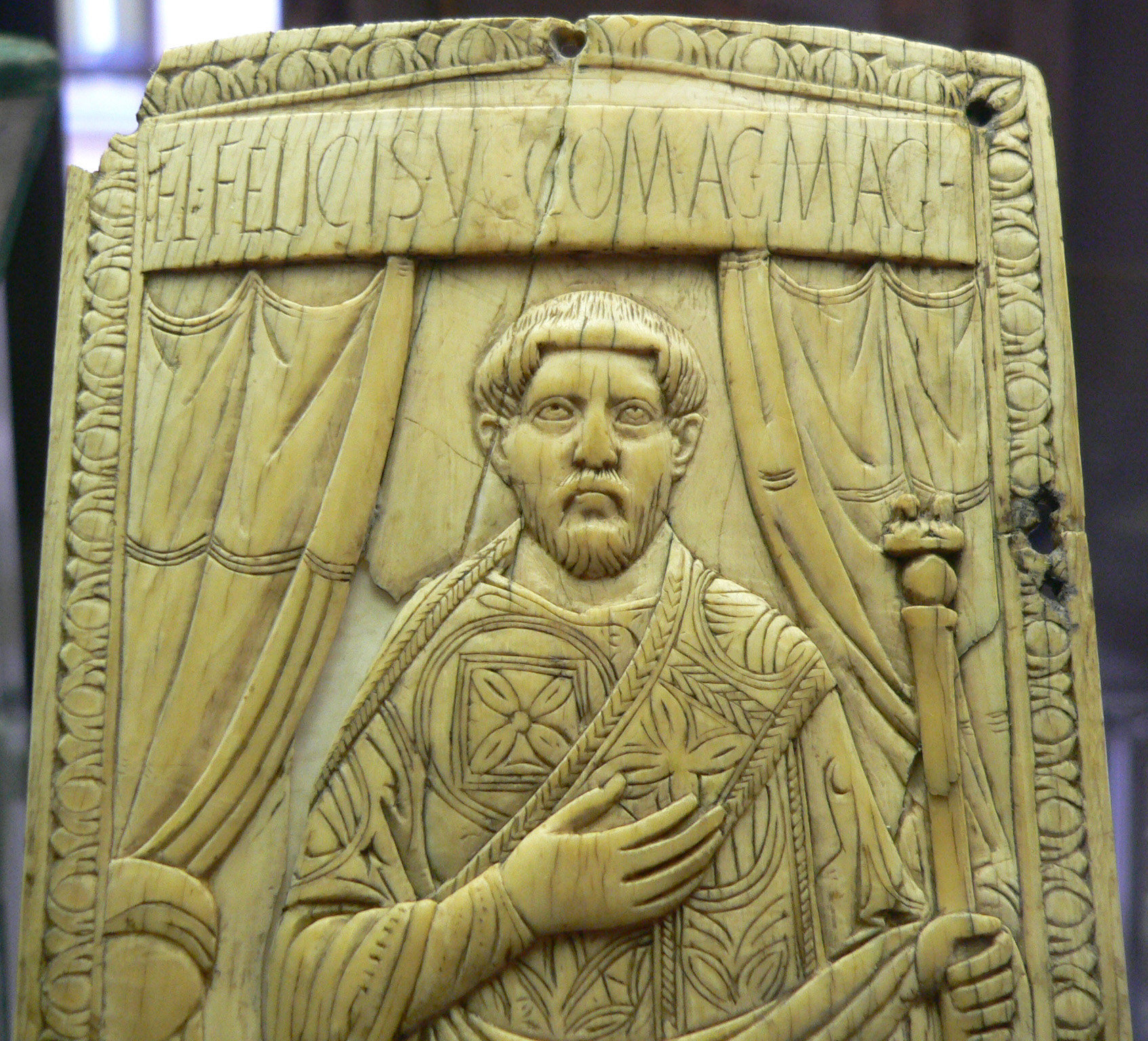
Vänsterblad av Flavius Felix konsulära diptyk

Flavius Felix, död 430, ibland felaktigt kallad Constantius Felix, var en general i det Västromerska riket, som nådde den framstående graden patricier innan han dödades, troligen på order av Aetius. För sitt konsulat utfärdade han år 428 några konsulära diptyker, varav en har bevarats fram till modern tid.

## Biografi

### Karriär
Felix tjänstgjorde i armen under kejsarna Valentinianus III och Theodosius II:s regeringstid. Mellan 425 (året då han utnämndes till patricius ) och 429 tjänstgjorde han som magister utriusque militae till försvar av Italien, men trots ett kort omnämnande av en av hans militära handlingar i Notitia Dignitatum ansågs hans underordnade Bonifacius och Aetius vara mer betydelsefulla i detta avseende.
I den maktkamp som omgav Felix präglades tiden av ständiga intriger, rivalitet och mord. I Ravenna saknades en mäktig ledare, eftersom kejsar Valentinianus III var minderårig, och riket styrdes av hans mor Galla Placidia. Kejsarinna-modern lät sig, utöver Felix, vägledas av sina rådgivare, och även generalerna Bonifacius och Aetius för hennes tjänster. Dessutom var Felix inte likgiltig, år 426 beordrade han döden av Patroklos, biskop av Arelate, och Titus, diakon i Rom. Det rådde en stor rivalitet mellan honom och Aetius. År 429 tycks Felix hamna i skuggan av Aetius. Även om han förvärvar den pretentiösa funktionen av patricius år 430, verkar han ha tappat greppet om armén när Aetius utses av Galla Placida till magister equitum praesentalis, en motsvarande militär rang. 

### Magister militium
Mellan 425 och 429 var Felix den viktigaste soldaten i väst. Under den perioden inträffade ett stort uppror bland Visigoterna i Gallien och Hispanien. Felix stod huvudsakligen kvar i Italien, och överlät kontrollen över sina arméer till de yngre och mer ambitiösa generalerna Bonifacius och Aetius. Vi måste dock tillskriva Felix omorganisationen av försvaret av Donauprovinserna under åren 427-428 (för vilket vi finner bevis i Notitia dignitatum).

## Bonifatius uppror
När Bonifacius gjorde uppror i Nordafrika år 427 skickade Felix några trupper till provinsen under befäl av tre generaler: Gallio, Mavortius och Sanoeces. Denna styrka besegrades av trupperna som var lojala mot Bonifacius.  Efter detta skickade Felix en ny trupp till Afrika under befäl av den Gotiske generalen Sigisvult.

## Rivalitet med Aetius
Galla Placidia:s befordran av Felix till patricier år 430 kan inte ses som en belöning för hans ansträngningar att neutralisera den fara som Bonifatius utgjorde (vilket faktiskt misslyckades), utan för att förhindra ännu mer avund från Aetius växande makt, som nu var likvärdig i rang.  Det hade funnits rivalitet mellan generalerna under en tid. Man tror att Aetius medvetet höll sig borta under inbördeskriget mot Bonifatius genom att föra fälttåg mot frankerna. Bevis för att han var aktivt involverad i inbördeskriget saknas.

### Konspiration och mord
Vi ser samma mönster när den kejserliga regeringen beordrar Aetius att avbryta fälttåget i Gallien, att bege sig med sina trupper till Italien för att tillsammans med Felix förbereda sig i kriget mot vandalerna. Aetius vägrade att leverera trupper, och fälttågade istället i Noricum mot den upproriska befolkningen. Huvudbeviset för detta ligger i tidpunkten för morden och Aetius omedelbara rutt därefter. Aetius lät mörda Felix, ungefär samtidigt som vandalerna hade trängt in Bonifatius trupper i ett hörn.
Felix, hans fru Padusia och en diakon vid namn Grunnitus mördades i maj 430 i basilikan Ursiana i Ravenna. Priscus menar att Felix anklagades för att ha planerat mot Aetius med kejsarens mor Galla Placidia och dödades på order av Aetius själv. 

## Konsulat
Hans snidade konsulära diptyk i elfenben är anmärkningsvärd för att avbilda hans kläder i detalj. Diptyken överlevde intakt fram till franska revolutionen, då det högra bladet stals; den tros nu vara förlorat.
Enligt en nyligen genomförd rekonstruktion av hans familjeband var han en förfader till Arcadius Placidus Magnus Felix, konsul år 511, och en son till Ennodius. Född omkring 380 kan han ha varit den man som var make till en dotter till Agricola (född 385), konsul år 421 och möjligen far till kejsar Avitus, eftersom han var föräldrar till Magnus, konsul år 460, och Felix Ennodius, prokonsul i Afrika omkring 420 eller 423. 